# Snow (コーデック)
Snow（スノー）は、Michael Niedermayerが開発している実験的なビデオコーデックであり、その成果はFFmpegパッケージにマージされている。
Snowは離散ウェーブレット変換やレンジコーダー、OBMC（Overlapped Block Motion Compensation）などの比較的新しい符号化方式を用いる。変換時にフレームをブロック単位に分割する必要がない離散ウェーブレット変換と、マクロブロックを重ね合わせて動き補償するOBMCによって、ブロックノイズとは無縁の圧縮を可能にしている。
また、ウェーブレット変換は原理的に離散コサイン変換に比べてモスキートノイズが発生しにくいという特徴もあり、この点で既存のビデオコーデックと比較して、視覚上の画質は向上しているとされる。エントロピー符号に用いられるレンジコーダーも算術符号に比べて圧縮率では僅かに劣るが、より低い演算負荷が期待できる。
欠点として、エンコードおよびデコード負荷は既存のコーデックを大きく上回ることが挙げられる。また、開発中のため、これから先に仕様が変わる可能性も否定できず、実験目的以外の使用が実質できない。